# 22494 Trillium
22494 Trillium è un asteroide della fascia principale. Scoperto nel 1997, presenta un'orbita caratterizzata da un semiasse maggiore pari a 2,4723519 UA e da un'eccentricità di 0,0815534, inclinata di 3,32418° rispetto all'eclittica.